# Pierwszy rząd Theobalda von Bethmanna-Hollwega
Pierwszy rząd Theobalda von Bethmanna-Hollweg – 14 lipca 1909 – 13 lipca 1913 
| Funkcja                                                         | Imię i nazwisko                                                                                   | Partia                                                               |
| --------------------------------------------------------------- | ------------------------------------------------------------------------------------------------- | -------------------------------------------------------------------- |
| Bundeskanzler - Kanclerz Federalny                              | Theobald von Bethmann-Hollweg                                                                     | bezpartyjny                                                          |
| Stellvertreter des Bundeskanzlers - Wicekanclerz Federalny      | Clemens von Delbrück                                                                              | bezpartyjny                                                          |
| Minister spraw zagranicznych                                    | Wilhelm von Schoen (do 28 czerwca 1910)                                                           | Alfred von Kiderlen-Waechter (do 30 grudnia 1912) Gottlieb von Jagow |
| Minister spraw wewnętrznych                                     | Clemens von Delbrück                                                                              | bezpartyjny                                                          |
| Minister sprawiedliwości                                        | Rudolf Arnold Nieberding (do 25 października 1909) Hermann Lisco                                  | bezpartyjny                                                          |
| Minister finansów                                               | Adolf Wermuth (do 16 marca 1912) Hermann Kühn                                                     | bezpartyjny                                                          |
| Minister gospodarki i technologii                               | wakat                                                                                             |                                                                      |
| Minister rolnictwa, polityki żywnościowej i ochrony konsumentów | wakat                                                                                             | -                                                                    |
| Minister pracy i polityki społecznej                            | wakat                                                                                             |                                                                      |
| Minister marynarki wojennej                                     | Alfred von Tirpitz                                                                                | bezpartyjny                                                          |
| Minister transportu i budownictwa                               | wakat                                                                                             |                                                                      |
| Minister poczty i telekomunikacji                               | Reinhold Kraetke                                                                                  | bezpartyjny                                                          |
| Minister skarbu państwa                                         | Adolf Wermuth (do 16 marca 1912) Hermann Kühn                                                     | bezpartyjny                                                          |
| Minister kolonii                                                | Bernhard Dernburg (do 9 czerwca 1910) Friedrich von Lindequist (do 3 listopada 1911) Wilhelm Solf | bezpartyjny                                                          |